# Ndjolé (Gabon)
Pour les articles homonymes, voir Ndjolé.
Ndjolé (ou N'Djolé) est une petite ville du Gabon, dans la province du Moyen-Ogooué.

## Histoire
C'est en 1883 que Pierre Savorgnan de Brazza fonde le poste militaire de Ndjolé, point stratégique situé sur l'Ogooué. Le fleuve étant difficilement navigable en amont, c'est ici que les forestiers mouillent leur bois pour le faire descendre jusqu'à Port-Gentil. En dépit de l'intérêt de sa position géographique, la ville ne compte que quelques milliers d'habitants. Sur l'Ogooué, face à Ndjolé, se trouve une île dans laquelle mourut en déportation Samory Touré. Le bagne de N'Djolé, bâti en 1898, faisait partie d'une politique française de construction de centres de rétention dans les DOM-TOM puis dans les colonies. Aux côtés de Samory Touré, Cheikh Amadou Bamba Mbacké, Dossou Idéou et Aja Kpoyizoun y ont également connu l'exil et les travaux forcés.
La station missionnaire de Talagouga, créée en 1892 au bord de l'Ogooué, fait partie de la commune de Ndjolé.

Ndjolé vers 1900-1910.
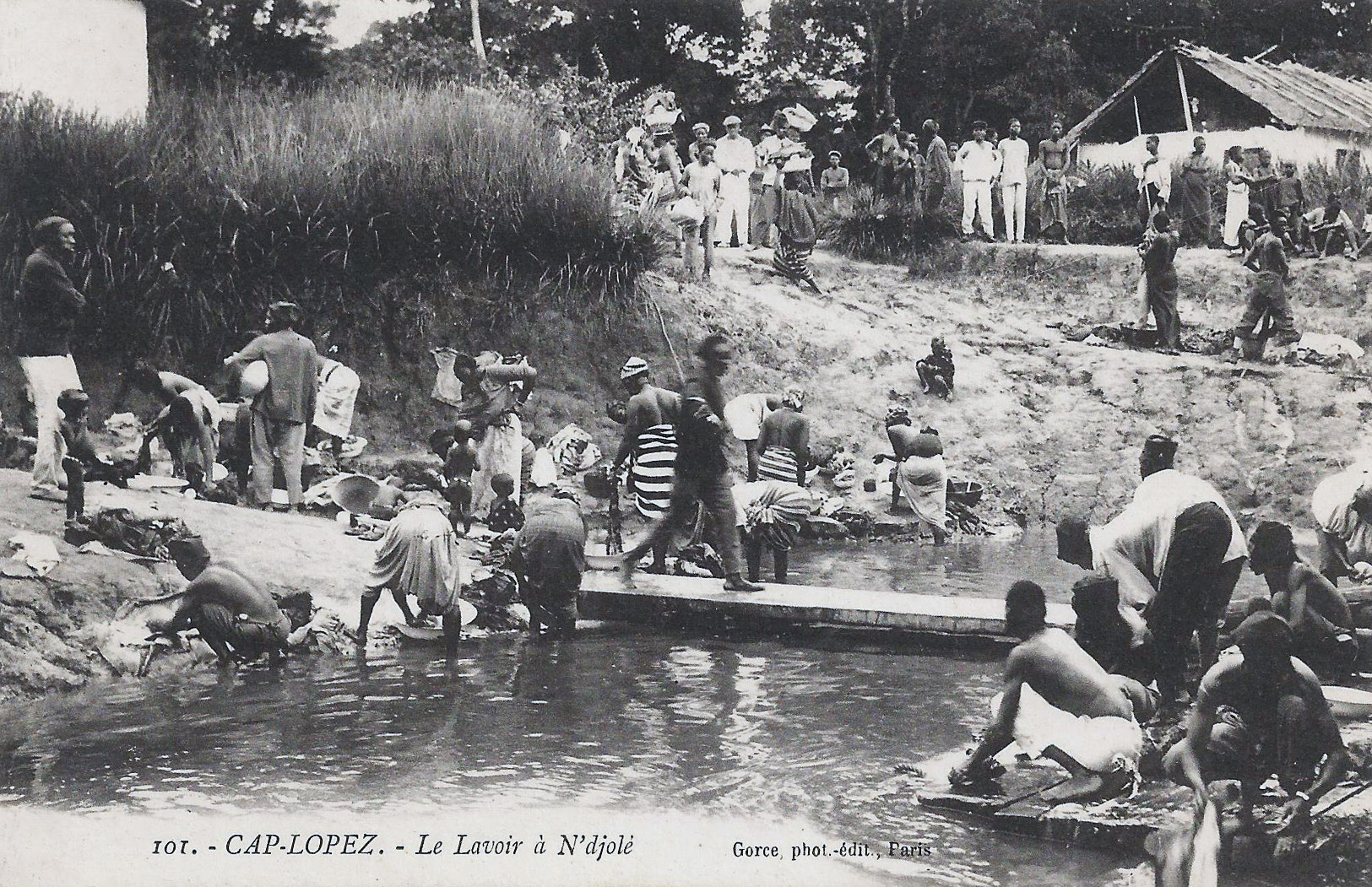
Le lavoir.
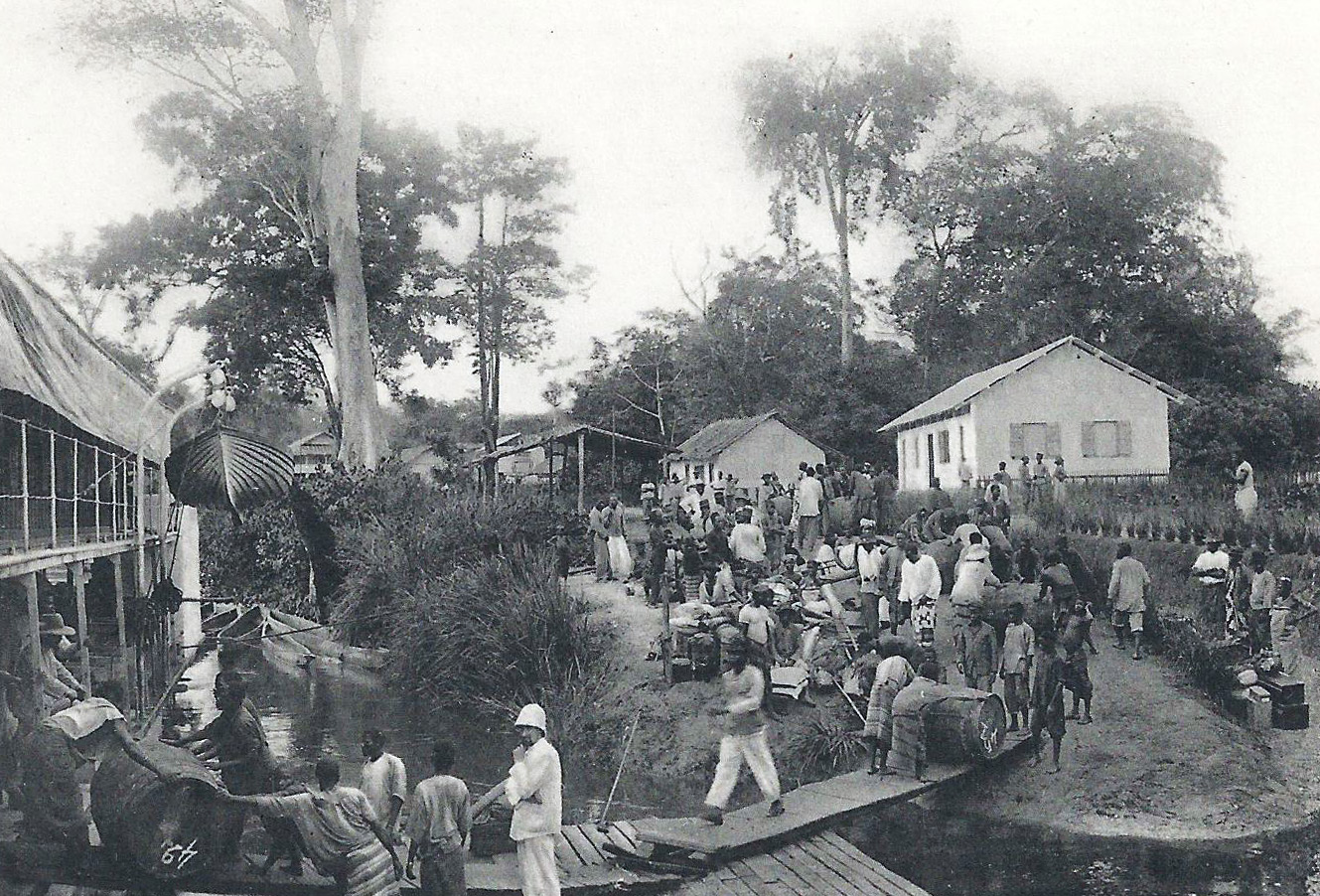
Embarquement de caoutchouc.